# Borracha

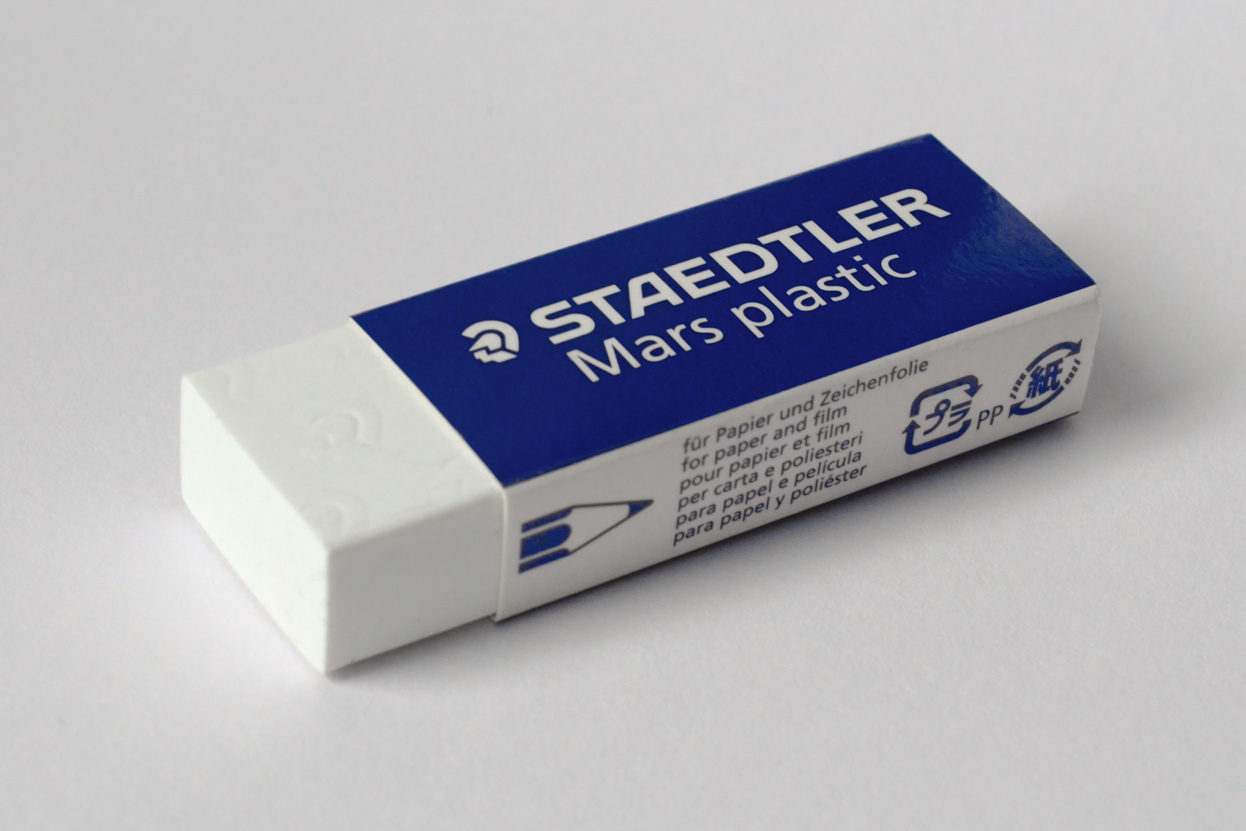
Um apagador de borracha.

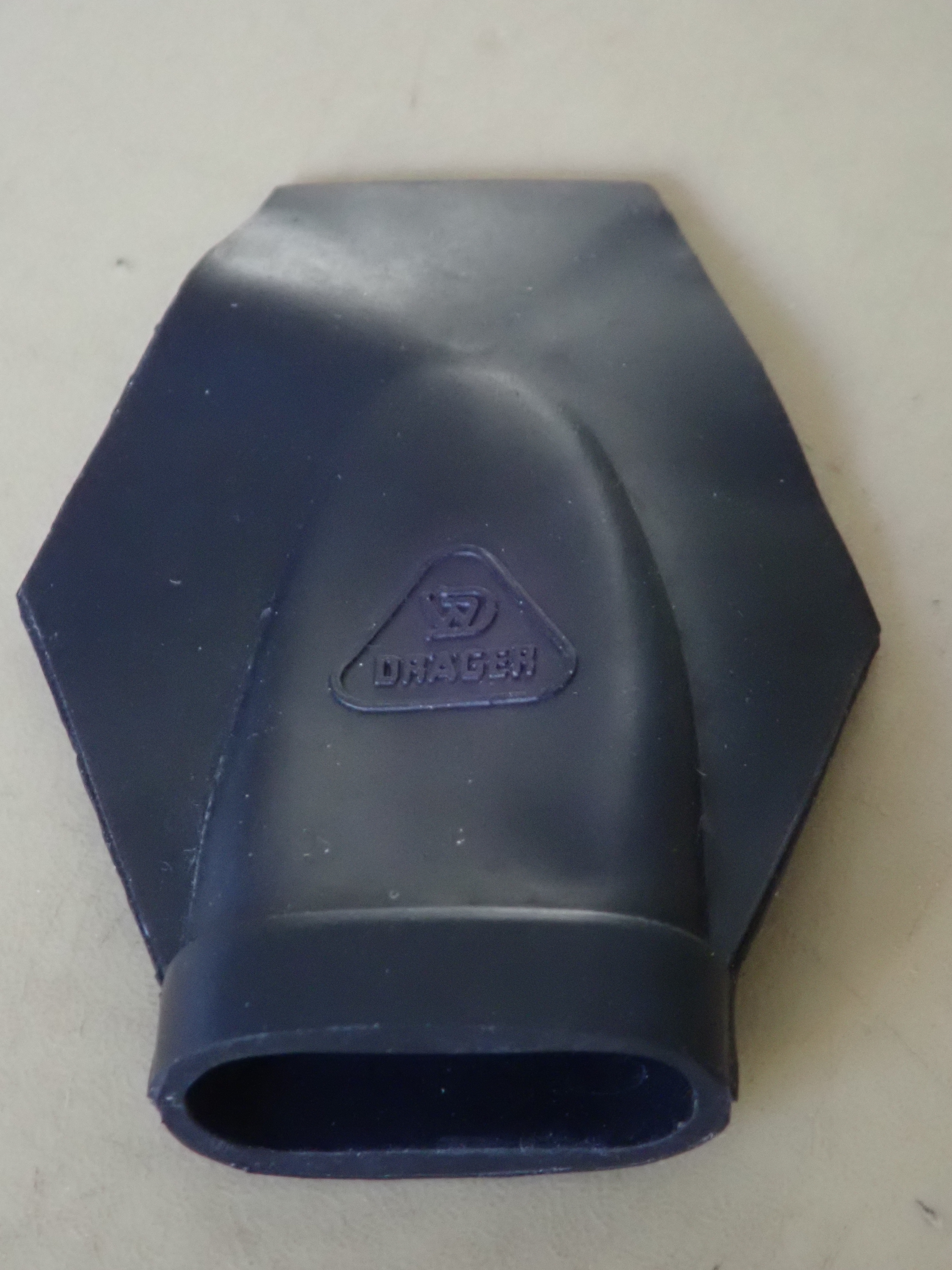
Válvula de escape de borracha.

A borracha natural é o produto primário da coagulação do látex da seringueira (Hevea brasiliensis). Hoje, a borracha sintética, cotômero natural em algumas aplicações e complementar em outras, é produzida a partir de derivados de petróleo. Tanto uma como outra tem como polímero fundamental o poli-isopreno. A diferenciação se dá por adição de pigmentos e processos vulcanização com graus distintos. Há inúmeras aplicações industriais e domésticas obtidas a partir de métodos de industrialização, como a vulcanização, que modificam as características naturais especialmente quando adicionada de solventes.

## História

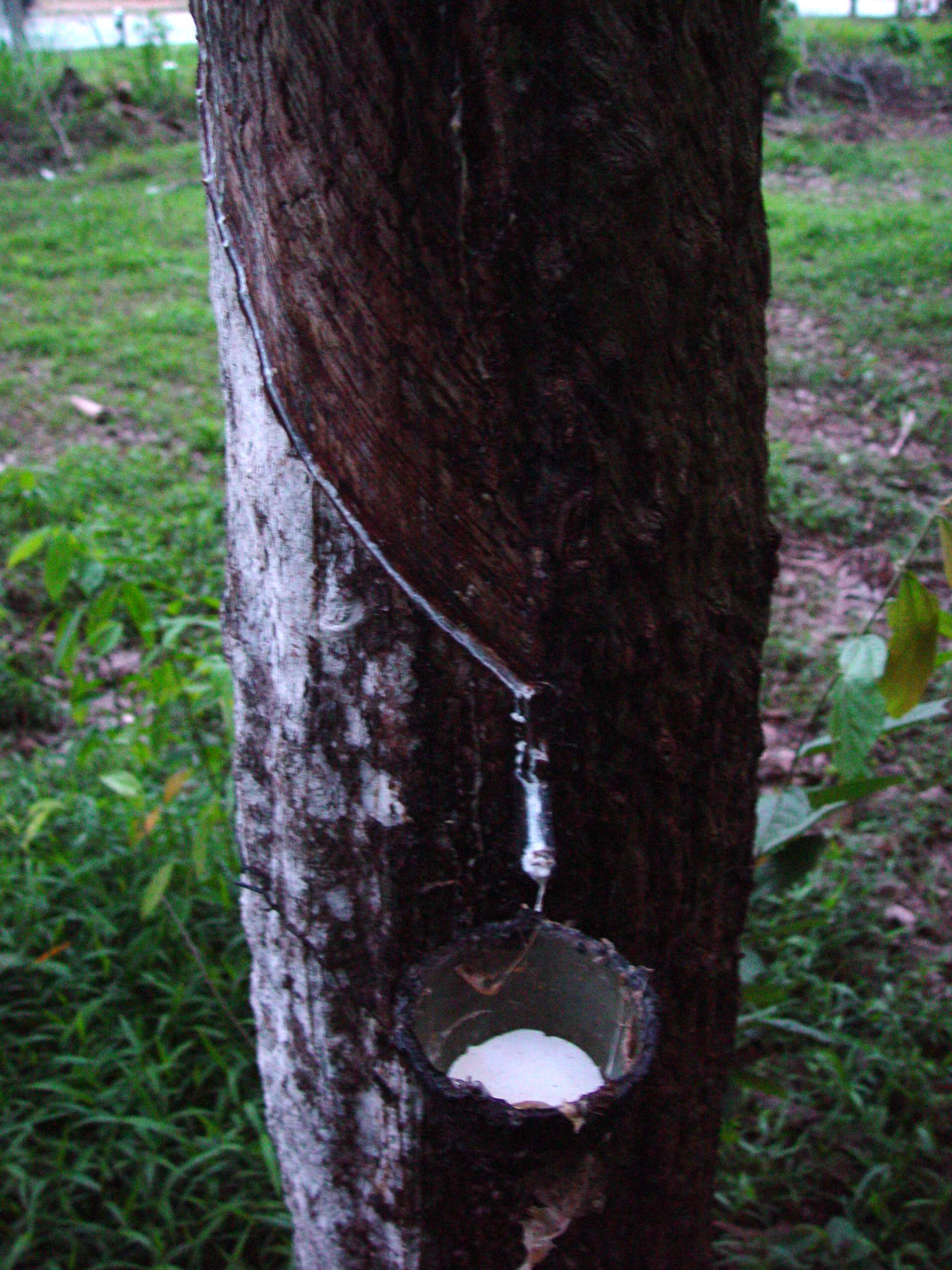
Colheita do látex da seringueira.

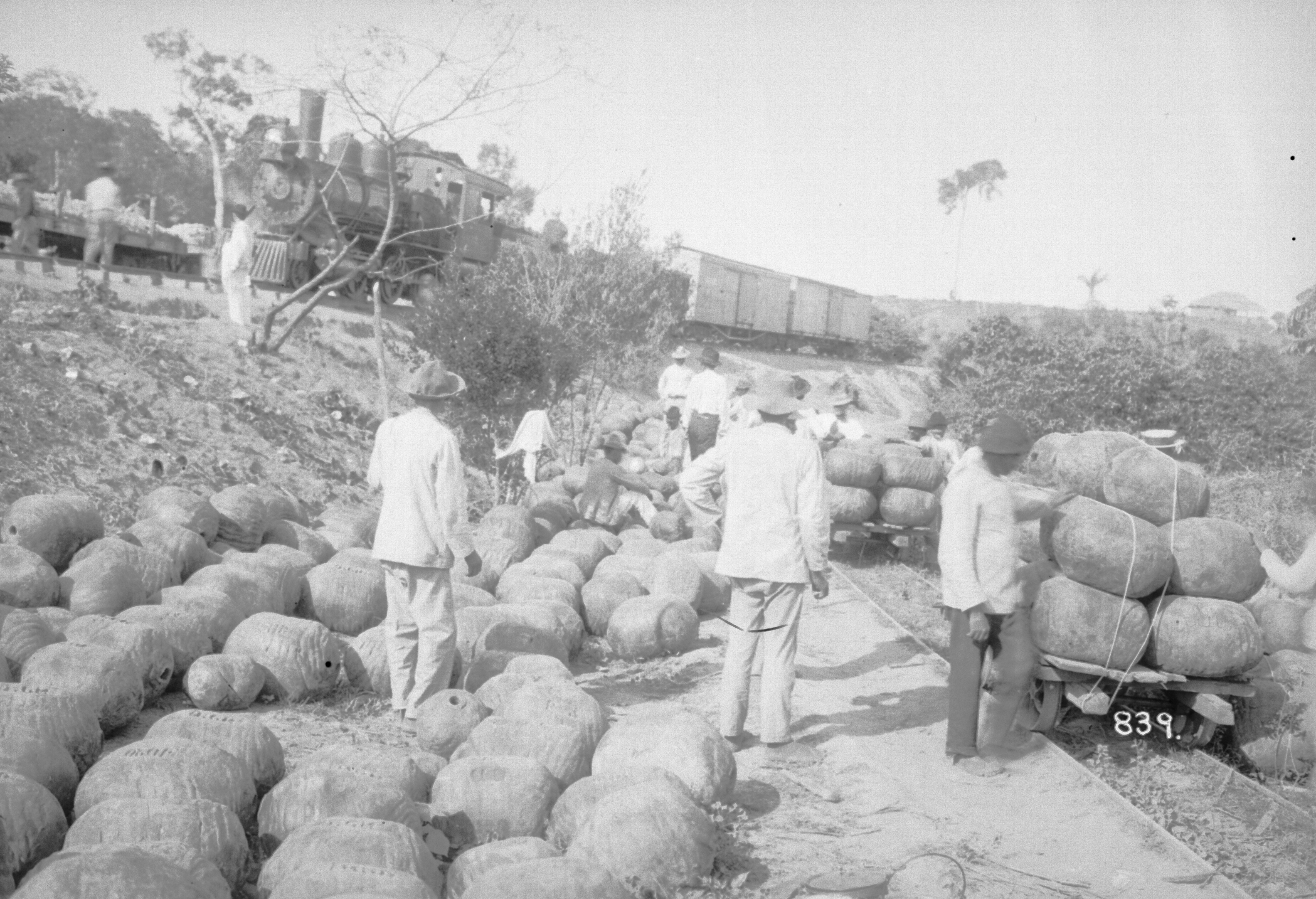
Pelas de borracha aguardando as composições de carga da Ferrovia Madeira-Mamoré (início do século XX).

Foi a extração e comercialização da borracha que promoveu grande expansão na colonização da região Norte, atraindo riqueza e causando transformação cultural e social e grande impulso econômico e cultural às cidades de Manaus e Belém, até hoje os grandes centros da região.
Na primeira década do século XX, ocorreu um grande desenvolvimento da extração da borracha, na Região Norte do Brasil, reflexo principalmente da grande produção de pneus necessários à indústria automobilística mundial em expansão. A partir de 1912, a produção de borracha brasileira entrou em declínio em função da concorrência estrangeira, notadamente a inglesa, com suas plantações na Ásia.

### O segundo ciclo da borracha - 1942/1945
Em 1942 o governo brasileiro fez um acordo com o governo dos Estados Unidos (Acordos de Washington), que desencadeou uma operação em larga escala de extração de látex na Amazônia. A operação ficou conhecida como a Batalha da Borracha.
Desta Amazônia viveria outra vez o ciclo da borracha durante a Segunda Guerra Mundial, embora por pouco tempo. Como forças japonesas dominaram militarmente o Pacífico Sul nos primeiros meses de 1942 e invadiram também a Malásia, o controle dos seringais passou a estar nas mãos dos nipônicos, o que culminou na queda de 97% da produção da borracha asiática.
Isto resultaria na implantação de mais alguns elementos, inclusive de infraestrutura, apenas em Belém, desta vez por parte dos Estados Unidos. A exemplo disso, temos o Banco de Crédito da Borracha, actual BASA; o Grande Hotel, luxuoso hotel construído em Belém em apenas 3 anos, onde hoje é o Hilton Hotel; o aeroporto de Belém; a base aérea de Belém; entre outros.

## Produção mundial
| País                                     | Produção em 2018 (toneladas anuais) |
| ---------------------------------------- | ----------------------------------- |
| Tailândia                                | 4 744 250                           |
| Indonésia                                | 3 630 268                           |
| Vietname                                 | 1 137 725                           |
| Índia                                    | 978 317                             |
| China                                    | 824 000                             |
| Malásia                                  | 781 996                             |
| Costa do Marfim                          | 461 000                             |
| Filipinas                                | 423 371                             |
| Guatemala                                | 349 546                             |
| Myanmar                                  | 212 949                             |
| Brasil                                   | 199 870                             |
| Nigéria                                  | 145 150                             |
| Fonte: Food and Agriculture Organization |                                     |